# 158e méridien ouest
En géographie, le 158e méridien est est le méridien joignant les points de la surface de la Terre dont la longitude est égale à 158° est.

## Géographie

### Dimensions
Comme tous les autres méridiens, la longueur du 158e méridien correspond à une demi-circonférence terrestre, soit 20 003,932 km. Au niveau de l'équateur, il est distant du méridien de Greenwich de 17 588 km,.
Le 158e méridien ouest forme un grand cercle avec le 22e méridien est.

### Régions traversées
En commençant par le pôle Nord et descendant vers le sud au pôle Sud, Le 158e méridien est passe par:
| Coordonnées           | Pays, territoire ou mer | Notes |
| --------------------- | ----------------------- | --- |
| 90° 00′ N, 158° 00′ O | Océan Arctique          | |
| 70° 50′ N, 158° 00′ O | Mer des Tchouktches     | |
| 71° 12′ N, 158° 00′ O | États-Unis              | Alaska |
| 58° 38′ N, 158° 00′ O | Mer de Bering           | Baie de Bristol |
| 57° 24′ N, 158° 00′ O | États-Unis              | Alaska — Péninsule d'Alaska |
| 56° 30′ N, 158° 00′ O | Océan Pacifique         | Passe juste à l'ouest du Île Nakchamik, Alaska, États-Unis (à 56° 20′ N, 157° 54′ O) Passe juste à l'est du Cap Castle, Péninsule d'Alaska, États-Unis (at 56° 14′ N, 158° 07′ O) Passe juste à l'est de l'île de Chankliut, Alaska, États-Unis (à 56° 09′ N, 158° 06′ O) |
| 21° 42′ N, 158° 00′ O | États-Unis              | Hawaï — île Oahu |
| 21° 18′ N, 158° 00′ O | Océan Pacifique         | Passe juste à l'ouest de l'île de Kiritimati, Kiribati (à 1° 52′ N, 157° 51′ O) |
| 8° 56′ S, 158° 00′ O  | Îles Cook               | Île Penrhyn |
| 9° 04′ S, 158° 00′ O  | Océan Pacifique         | Passe juste à l'est de l'Île Attu, Îles Cook (à 20° 00′ S, 158° 04′ O) Passe juste à l'ouest de l'île de Mangaia, Îles Cook (à 21° 55′ S, 157° 58′ O) |
| 60° 00′ S, 158° 00′ O | Océan Austral           | |
| 77° 45′ S, 158° 00′ O | Antarctique             | Dépendance de Ross, Liste des territoires revendiqués par la Nouvelle-Zélande |